# Сражение за Монтеррей (1913)
Сражение за Монтеррей (исп. Batalla de Monterrey) — бои 23 и 24 октября 1913 года между федеральными войсками Мексики под командованием губернатора штата Нуэво-Леон Саломе Ботельо, лояльного президенту Викториано Уэрте, и повстанцами-каррансистами, находившимися под командованием генерала Пабло Гонсалеса, произошедшие во время мексиканской революции.
В начале октября 1913 года выбитые из штата Коауила каррансисты отступили в соседний штат Нуэво-Леон и решили компенсировать свои неудачи взятием его главного города. Монтеррей был промышленной столицей Мексики, и вокруг него было множество заводов, которые во время гражданской войны продолжали работать и производить продукцию для экспорта за границу.
Губернатор Саломе Ботельо, назначенный генералом Уэртой, подготовил оборону города перед лицом неминуемой атаки каррансистов. Наряду с прибывшим федеральным подкреплением Ботельо организовал так называемые военизированные бригады социальной защиты Монтеррея, состоявшие из рабочих монтеррейских компаний.
Утром 23 октября силы каррансистов под командованием генералов Пабло Гонсалеса, Хесуса Каррансы (брат Венустиано Каррансы) и Антонио Вильярреаля подошли с севера к Монтеррею.
Вильярреаль со своей колонной проник на территорию района Белла-Виста, за полчаса захватив передовую линию обороны федералов.
Пабло Гонсалес занял Сан-Николас-де-лос-Гарса и продвинулся к станции Насьональ, откуда он начал атаку на федеральные силы, дислоцированные на пивоварне Куаутемок, которая была захвачена. Федералы отошли к району станции Унион.
В это время Хесус Карранса захватил станцию Голфо и при поддержке артиллерии, расположенной на станции Насьональ, продвинулись к федеральным позициям на холме Обиспадо, расположенном на юго-западной окраине города.
Генерал Мургия и его бригада вытеснили защитников Литейного завода и продвинулись к окрестностям района Сан-Луис, на берегу реки Санта-Катарина, которую они пересекли с наступлением темноты.
В руках федеральных сил, отведенных со своих первоначальных позиций, оставались только укрепления на Серро-дель-Обиспадо, Дворец правительства, тюрьма и некоторые прилегающие улицы.
Вечером каррансисты, находившиеся в районе пивоварни Куаутемок, разграбили её склады и перепились. Когда к вечеру к Монтеррею прибыло около 2400 федеральных солдат под командованием генерала Эдуардо Окарансы, которые пешком дошли из Сотильо и ударили с тыла, что вызвало неорганизованный отход каррансистов, оставивших много раненых и пленных, в большинстве пьяных.
Утром 24 октября каррансисты, многие из которых были еще пьяными, продолжили наступление в городе, продвигаясь по улицам в южном направлении, с намерением захватить Дворец правительства. Федералы открыли огонь из пулеметов по передовому отряду противника, что привело к серьезным потерям и его отступлению.
После того, как утром и днем различные атаки каррансистов по взятию города не увенчались успехом, лидеры конституционалистов решили уйти из Монтеррея, потерпев болезненное поражение.
Даже несмотря на неудачу, не сумев взять Монтеррей, Гонсалес сумел нанести значительные потери правительственной армии: погибло 400 солдат-федералов, ими было потеряно четыреста тысяч патронов, тысяча винтовок, четырнадцать пулеметов и тысяча лошадей. Вся эта добыча досталась каррансистам.
Не добившись победы под Монтерреем, Гонсалес стал оттягивать свои войска на юг, в штат Тамаулипас, где было меньше федеральных сил.